# 喬治·史考特 (一壘手)
小喬治·查爾斯·史考特（英語：George Charles Scott Jr.，1944年3月23日—2013年7月28日），綽號「Boomer」，為前美國職棒大聯盟的一壘手，生涯曾效力於紅襪、釀酒人、皇家與洋基等隊。
史考特在1967年至1976年間奪得8座金手套獎，並入選3次明星賽。1980年至2002年間，他在獨立聯盟擔任總教練。他在2006年和2014年分別入選紅襪和釀酒人的名人堂，2007年入選密西西比州運動名人堂。

## 職業生涯
史考特在1966年球季初登上大聯盟，並在初登場敲出生涯首安。他在一週後敲出生涯首轟，整季打擊率為2成45，並敲出27轟與90分打點。他在菜鳥球季就入選明星賽，並在新人王票選拿下第三。
1967年，史考特依舊適應良好，整季打擊率3成03，並敲出19轟。他在MVP票選拿下第十名，還獲得生涯首座金手套獎。更重要的是，他幫助紅襪成功打進世界大賽。他在世界大賽的打擊率為2成31，最後紅襪鏖戰7場不敵紅雀。
1971年10月10日，紅襪將史考特、Jim Lonborg、Ken Brett、Billy Conigliaro、Joe Lahoud和Don Pavletich交易到釀酒人，換來Tommy Harper、Marty Pattin、Lew Krausse Jr.和Pat Skrable。之後史考特又入選2次明星賽，其中1975年迎來他的生涯年。該年他敲出36轟與109分打點，同時囊括全壘打王和打點王。1971年到1976年間，他每年都能獲得金手套獎。1976年12月6日，釀酒人將史考特和Bernie Carbo交易回紅襪，換來塞索·庫珀。
1979年6月13日，紅襪將史考特交易到皇家，換來Tom Poquette。他在8月17日遭到釋出，不過很快地便加入洋基。該年他的打擊率為2成54，並敲出88支安打。
球季結束後，史考特加盟墨西哥聯盟，並打了兩年球。

## 生涯打擊成績
| 出賽次數 | 打席 | 打數 | 得分 | 安打 | 二安 | 三安 | 全壘打 | 打點 | 盜壘 | 保送 | 三振 | 打擊率 | 上壘率 | 長打率 | OPS  |
| -------- | ---- | ---- | ---- | ---- | ---- | ---- | ------ | ---- | ---- | ---- | ---- | ------ | ------ | ------ | ---- |
| 2034     | 8269 | 7433 | 957  | 1992 | 306  | 60   | 271    | 1051 | 69   | 699  | 1418 | .268   | .333   | .435   | .767 |

## 個人生活
卸下球員身分後，史考特便在獨立聯盟執教，他的執教戰績為271勝314敗。2013年7月28日，史考特因病去世，享年69歲。他的死因沒有公開，不過據了解他在晚年與糖尿病搏鬥許久。
史考特有3個兒子，他的孫子Deion是一名游擊手，並在2011年美國職棒大聯盟選秀被國民選走。2023年，史考特的兒子喬治三世與8歲的孫子丹堤被發現在家身亡。

## 外部連結
- 球員資訊和成績在MLB ，ESPN ，Retrosheet ，Baseball Reference ，Baseball Reference (Minors) ，Fangraphs ，The Baseball Cube （英文）